# Sahu Mewalal
Sahu Mewalal (né le 1er juillet 1926 à Daulatapur, dans le district de Gaya dans le Bihar et le 27 décembre 2008) était un footballeur indien.

## Biographie
En tant qu'attaquant, il fut international indien dès 1948. Il participa aux JO 1948, jouant comme titulaire lors du premier match officiel, contre la France. Il ne marqua aucun but et l'Inde est éliminée au premier tour. Il participa aux Jeux asiatiques de 1951, où il inscrit quatre buts, terminant meilleur buteur du tournoi. De plus il remporta le tournoi. Il participa aux JO 1952, mais il ne joua pas contre la Yougoslavie. L'Inde est éliminée au tour préliminaire. 
Il joua dans différentes équipes indiennes (Khiddirpore Club ; Aryans Club ; Mohun Bagan ; Eastern Railway Club ; BNR). En 1958, dans un tournoi à Kharagpur, son genou se cassa, ce qui mit fin à sa carrière.